# Authieule
Authieule é uma comuna francesa na região administrativa de Altos da França, no departamento de Somme. Estende-se por uma área de 4,58 km². Em 2010 a comuna tinha 415 habitantes (densidade: 90,6 hab./km²).